# Polanoje
Polanoje (ros. Поляное) – wieś (ros. seło) w południowo-wschodniej Rosji, terytorialnie i administracyjnie należąca do rejonu biełogorskiego, w obwodzie amurskim. 
Według danych statystycznych z 2016 roku wieś Polanoje zamieszkiwało 112 mieszkańców. 